# Rue de la Mainguais
La rue de la Mainguais est une voie de Nantes et de Carquefou. 

## Situation et accès
Cette artère de 1,1 km, dont la partie nantaise dépend du quartier Nantes Erdre, part de la rue du Moulin-de-la-Garde à Nantes pour aboutir au rond-point de l'ONU à Carquefou. Sur les 1 300 mètres, elle constitue la limite administrative entre les deux communes.

## Historique
Située dans une zone industrielle, la rue est essentiellement bordée par des locaux d'entreprises. Celles-ci se substituèrent à la présence des militaires qui y louaient depuis 1977 à la ville, un espace de 12 hectares jusqu'alors propriété de la « Haie-Lévêque » ou de la « Halvecque », destiné à en faire un champ de manœuvre et stand de tir : le terrain du Bèle.
Depuis 2012, le site du stand de tir est occupé par la maison d'arrêt, pour hommes et femmes, comptant 510 places (dont 40 réservées aux femmes). Son inauguration, le 3 juin 2012, intervient six mois après sa livraison (fin 2011) laquelle clôturait plus d'un an de travaux. 
Elle remplace la vétuste prison, construite en 1865, qui se trouve en centre ville, près de l'ancien palais de justice, rue Descartes, et dont la démolition totale ou partielle (en conservant une partie de la façade), devrait intervenir en 2013 pour laisser la place à des logements neufs